# Переменная типа W Большой Медведицы

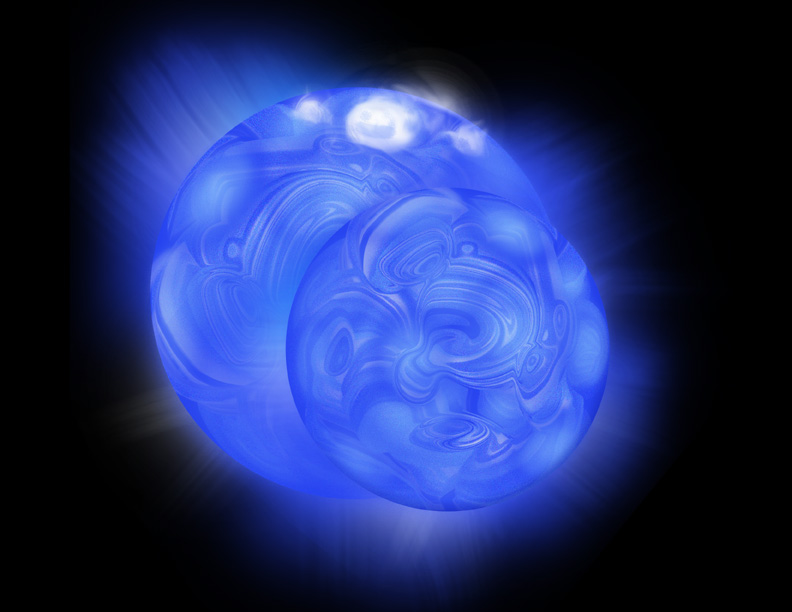
Контактная двойная звезда 44 Волопаса в представлении художника.

Затменные переменные типа W Большой Медведицы (EW) являются разновидностью затменных двойных звёзд. Эти звезды настолько близки, что их поверхности касаются друг друга, и они постоянно обмениваются материалом с внешних слоёв. Через узкое горлышко, существующее между двумя звёздами, происходит перетекание вещества, что приводит к выравниванию масс и температур компонентов. Оба компонента систем этого типа находятся на главной последовательности и оба заполняют свои полости Роша. Вещество в таких системах перетекает от более массивной звезды к менее массивной, но это «в среднем» на очень больших интервалах времени, а на коротких интервалах процесс носит гораздо более сложный циклический характер. Полной теории эволюции систем данного типа до сих пор нет. В статье приведено достаточно детальное рассмотрение современного состояния этой проблемы.
Переменные этого типа подразделяются на 2 основных подкласса — A и W. Затменные переменные типа A состоят из двух звёзд, более горячих, чем Солнце, и принадлежат к спектральному классу A или F, в также имеют период изменения блеска от 0,4 до 0,8 дней. Переменные типа W принадлежат к более холодным спектральным классам G или K и имеют более короткий период — от 0,22 до 0,4 дней. Разница между температурами на поверхности обеих звёзд меньше, чем несколько сотен градусов. В 1978 году выделен подкласс B, в котором разность поверхностных температур больше. В 2004 году выделен подкласс H, в котором коэффициент отношения масс {\displaystyle q}, равный отношению массы вторичной звезды к массе главной звезды, больше {\displaystyle 0,72}, а также больший угловой момент.
Кривая изменения блеска также отличается от кривой классических затменных двойных звёзд, из-за того, что звёзды, находясь рядом, постоянно затмевают одна другую, а также из-за мощного гравитационного воздействия сильно искажают форму друг друга. Минимумы на кривой блеска, в отличие от других затменных двойных звёзд, обычно одинаковы, так как звёзды имеют одинаковую яркость.

## Примеры переменных типа W Большой Медведицы
Прототипом данного класса звёзд является W Большой Медведицы.
| Название            | Звёздная величина | Период (дней) | Спектральный класс |
| ------------------- | ----------------- | ------------- | ------------------ |
| ε Южной Короны      | 4,74 — 5          | 0,5914        | F2V                |
| S Насоса            | 6,4 — 6,92        | 0,6483        | A9Vn               |
| W Большой Медведицы | 7,75 — 8,48       | 0,4387        | G2V                |
| EM Цефея            | 7,02 — 7,17       | 0,8062        | B1Ve               |
| HT Девы             | 7,06 — 7,48       | 0,4077        | F8V                |